# Drapetis litoralis
Drapetis litoralis är en tvåvingeart som beskrevs av Smith 1965. Drapetis litoralis ingår i släktet Drapetis och familjen puckeldansflugor.
Artens utbredningsområde är Nepal. Inga underarter finns listade i Catalogue of Life.